# سارة هافنر
سارة هافنر (ولدت مارغريت بريتزل: 27 فبراير 1940 - 11 مارس 2018) كانت رسامة ألمانية بريطانية، ومؤلفة، ونسوية نشطة. في برلين الغربية، انخرطت في قضايا الاحتجاج في الستينيات، في بعض الأحيان جنبًا إلى جنب مع والدها، الصحفي والكاتب سيباستيان هافنر. من خلال فيلم وثائقي تلفزيوني وكتاب، كان لها دور أساسي في أواخر السبعينيات في إنشاء أول مأوى للنساء في المدينة. تضمنت مجموعة لوحاتها صورًا شخصية، والطبيعة الصامتة ومناظر المدينة.

## الآباء المهاجرين
ولدت مارجريت بريتزل في كامبريدج بإنجلترا. كان والدها المولود في برلين، رايموند بريتزل (سيباستيان هافنر) مؤهلًا للعمل كمحام لكنه تخلى عن مهنة المحاماة بعد عام 1933، وفي وقت ولادة ابنته كان يحاول - بنجاح كبير - إعادة اكتشاف نفسه كصحفي ومؤلف. كان قد فر من ألمانيا مع خطيبته الحامل، التي حددتها السلطات على أنها يهودية، في عام 1938. لم يحصل الزوجان على إذن بالبقاء في بريطانيا إلا لمدة اثني عشر شهرًا، لكنهما تزوجا في أواخر صيف عام 1938، هم أنفسهم في كامبريدج حيث حصل كورت هيرش، شقيق زوجته، مؤخرًا على درجة الدكتوراه في الرياضيات من الجامعة. يبدو أن اندلاع الحرب في سبتمبر 1939 قد أزال التهديد المتمثل في أن البريطانيين سيعيدون العائلة الصغيرة إلى ألمانيا النازية، ولكن بدلًا من ذلك اعتُبر رايموند بريتزل أجنبيًا معاديًا وفي فبراير 1940 جرى حبسه في معسكر اعتقال في ديفون. أثناء تواجده في هذا المعسكر، علم (والسجناء الآخرون) بميلاد ابنته من خلال إعلان، بعد ذلك بوقت قصير تم نقله إلى جزيرة وايت.
أنجبت والدتها بالفعل ابنًا واحدًا، بيتر، وهو الشقيق الأكبر لسارة هافنر، ولد من زواجها السابق من هارالد شميت لاندري. كانت إريكا شميدت لاندري (1899-1969) تعمل كصحفية في مجلة نسائية حتى عام 1938.

## طفولة
في مايو 1940، اعتقلت والدتها من قبل البريطانيين، وقد اعتُبر كلا الوالدين على أنهما أجانب أعداء. رُحّل والديها إلى جزيرة مان حيث جرى احتجازهم في معسكرات منفصلة، غير قادرين على الاتصال ببعضهم البعض. ومع ذلك، سُمح لابنتهما بالبقاء مع والدتها. قبل وقت قصير من إطلاق سراح والدتها في أكتوبر 1940، فازت الطفلة بمسابقة الأطفال، والتي تم تصنيفها رسميًا على أنها أجمل طفلة في معسكر الاعتقال. بدأت السلطات البريطانية في رؤية المفارقة المتمثلة في حبس عدد كبير من اللاجئين السياسيين الألمان الذين كانت جريمتهم الواضحة الوحيدة هي الهروب من ألمانيا النازية لتجنب التعرض للقتل. كان رايموند بريتزل من بين أول من أطلق سراحهم. صدر له كتاب كان له صدى لدى عدد من أعضاء المؤسسة البريطانية الذين لم يتمكنوا من فهم سبب حبس المؤلف. شخص آخر أعجب بالكتاب هو ديفيد أستور من صحيفة الأوبزرفر (صحيفة). قبل سيباستيان هافنر عرضًا للكتابة بانتظام للصحيفة، في البداية على أساس العمل الحر. انتقلت العائلة إلى لندن في عام 1942، ولم يعد وضعهم المالي محفوفًا بالمخاطر كما كان الحال عندما وصلوا إلى إنجلترا عام 1938.
اعتُبر شقيقها الأكبر (غير الشقيق)، بيتر، أنه موهبة فنية منذ سن مبكرة نسبيًا، وكان هو الذي لفت انتباه والديهما إلى المواهب الفنية المتزايدة لسارة. في عام 1953، أوصى بضرورة استخدام لوحاتها الزيتية كهدية لعيد الميلاد.